# Parastenocaris hinumaensis
Parastenocaris hinumaensis is een eenoogkreeftjessoort uit de familie van de Parastenocarididae. De wetenschappelijke naam van de soort is voor het eerst geldig gepubliceerd in 1970 door Kikuchi Y..